# Trantlemore
Trantlemore (Schots-Gaelisch: Tranntail Mòr) is een dorp in de Schotse lieutenancy Sutherland in het raadsgebied Highland.